# Liste von Sakralbauten in Meerbusch
Die nachstehende Liste enthält die Sakralbauten in der Stadt Meerbusch. In Meerbusch gibt es keine Moscheen und keine Synagoge.

## Liste

### Römisch-katholisch
| Abbildung | Name                                   | Standort                                                          | Konfession | Bauzeit             | Besonderheiten |
| --- | -------------------------------------- | ----------------------------------------------------------------- | ---------- | ------------------- | --- |
| Bild gesucht Die Wikipedia wünscht sich an dieser Stelle ein Bild vom Ort mit diesen Koordinaten 51.282957 6.649238 . Motiv: St. Amandus und St. Vedastus (Kapelle) Falls du dabei helfen möchtest, erklärt die Anleitung , wie das geht. BW | St. Amandus und St. Vedastus (Kapelle) | Strümp · Osterather Str. 39, 40670 Meerbusch ·                    | Katholisch | 12. Jahrhundert     | 1888 wg. Baufälligkeit und Blitzschlag von Vincenz Statz neu errichtet. Im Zweiten Weltkrieg schwer beschädigt; ab 1961 durch St. Franziskus ersetzt.                                                                                                 |
| | St. Cyriakus                           | Nierst · Stratumer Str. 47, 40668 Meerbusch ·                     | Katholisch | 1895                | Die Gründung einer ersten Kapelle in Nierst geht wahrscheinlich auf das Jahr 700 zurück. Am 27.05.1894 konnte auf dem Areal der Kapelle der Grundstein für das neue Kirchengebäude gelegt werden, die feierliche Einweihung fand am 25.03.1895 statt. |
| | St. Franziskus                         | Strümp · Osterather Str. 39, 40670 Meerbusch ·                    | Katholisch | 1961                | |
| weitere Bilder | Heilig-Geist-Kirche                    | Büderich · Karl-Arnold-Straße 36, 40667 Meerbusch ·               | Katholisch |                     | |
| | St. Martin                             | Langst-Kierst · Schützenstraße 28, 40668 Meerbusch ·              | Katholisch | 1911                | |
| weitere Bilder | Maria in der Not                       | Büderich · (Niederdonk) · Niederdonker Str. 99, 40667 Meerbusch · | Katholisch | 1839                | Wallfahrtskapelle mit altem Triptychon von 1538, Hochkreuz aus dem 17. Jahrhundert |
| weitere Bilder | St. Mauritius (Alt)                    | Büderich · Dorfstraße 1, 40667 Meerbusch ·                        | Katholisch | 11./12. Jahrhundert | Kirche 1891 abgebrannt, nur der Turm blieb erhalten; er wurde später von Joseph Beuys zu einem Mahnmal für die Opfer der Weltkriege umgestaltet → Details siehe: Alter Kirchturm (Büderich)                                                           |
| | St. Mauritius (Neu)                    | Büderich · Düsseldorfer Straße, 40667 Meerbusch ·                 | Katholisch | 1892/93             | Neoromanischer Stil, erbaut von Theodor Roß an neuem Standort als Ersatz für die abgebrannte alte Kirche St. Mauritius. |
| weitere Bilder | St. Nikolaus                           | Osterath · Hochstraße 13, 40670 Meerbusch ·                       | Katholisch | 1855                | Turm aus dem 12. Jahrhundert |
| | St. Pankratius                         | Bösinghoven · von-Arenberg-Straße 35, 40668 Meerbusch ·           | Katholisch |                     | |
| weitere Bilder | St. Pankratius (Kapelle)               | Ossum · Ossum 11, 40668 Meerbusch ·                               | Katholisch | 11. Jahrhundert     | Ältestes original erhaltenes Kirchenschiff in Meerbusch |
| weitere Bilder | St. Stephanus                          | Lank-Latum · Hauptstraße 6, 40668 Meerbusch ·                     | Katholisch | 1841–44             | Turm noch aus romanischer Zeit, Glocke von 1780 |

### Evangelisch
| Abbildung      | Name                  | Standort                                                   | Konfession  | Bauzeit | Besonderheiten                         |
| -------------- | --------------------- | ---------------------------------------------------------- | ----------- | ------- | -------------------------------------- |
| weitere Bilder | Bethlehemkirche       | Büderich · Dietrich-Bonhoeffer-Straße 9, 40667 Meerbusch · | Evangelisch | 1965    | Architekt: Rainer Herbeck              |
|                | Christuskirche        | Büderich · Karl-Arnold-Straße 12–18, 40667 Meerbusch ·     | Evangelisch | 1964    | Architekten: Wolf und Reimar Kirchhoff |
|                | Evgl. Kirche Osterath | Osterath · Alte Poststraße 17, 40670 Meerbusch ·           | Evangelisch | 1960    | Architekt: Walter Vogt                 |
|                | Versöhnungskirche     | Strümp · Mönkesweg 22, 40670 Meerbusch ·                   | Evangelisch | 1987    | Architekt: Karl-Hans Pfleiderer        |

### Neuapostolisch
| Abbildung | Name                   | Standort                                              | Konfession     | Bauzeit | Besonderheiten                                                               |
| --------- | ---------------------- | ----------------------------------------------------- | -------------- | ------- | ---------------------------------------------------------------------------- |
|           | Neuapostolische Kirche | Bösinghoven · Bösinghovener Straße, 40668 Meerbusch · | Neuapostolisch |         | am 15. Mai 2011 geschlossen und mit der Gemeinde Krefeld-Fischeln fusioniert |
|           | Neuapostolische Kirche | Osterath · Hoterheideweg 15, 40670 Meerbusch ·        | Neuapostolisch |         |                                                                              |